# Allt förmår jag genom honom
Allt förmår jag genom honom  är en psalm av dirigenten för Norrlandskören och anföraren för Allmänna sången i Uppsala (tillförordnad våren 1970) Ingemar Braennstroem. Texten är baserad på Filipperbrevet 4:13 i Nya Testamentet: "Allt förmår jag i honom som giver mig kraft."

## Publicerad i
- Cantarellen 1984 som nr 1